# 普勒尔 (汝拉省)
普勒尔（法語：Pleure，法語發音：[plœʁ]）是法国汝拉省的一个市镇，属于多勒区。

## 地理
普勒尔（46°54'53"N, 5°27'28"E）面积5.07 平方千米，位于法国勃艮第-弗朗什-孔泰大區汝拉省，该省份为法国东部内陆省份，北起上索恩省，西北接科多尔省，西临索恩-卢瓦尔省，南至安省，东与杜省和瑞士接壤。
与普勒尔接壤的市镇（或旧市镇、城区）包括：加泰、比耶夫莫兰、谢内德库皮、谢讷贝尔纳、塞尔热农。

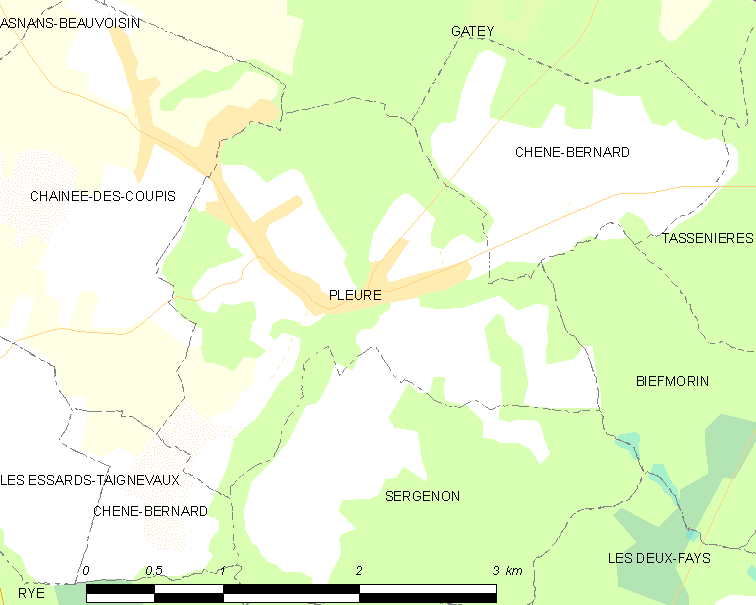
的OSM定位图

普勒尔的时区为UTC+01:00、UTC+02:00（夏令时）。

## 行政
普勒尔的邮政编码为39120，INSEE市镇编码为39429。

## 政治
普勒尔所属的省级选区为塔沃县。

## 人口

1962-2008年间人口变化图示

普勒尔于2022年1月1日时的人口数量为437人。